# Brad Bellick
Brad Bellick is een personage uit de Amerikaanse serie Prison Break, gespeeld door Wade Williams. Hij is een belangrijk personage omdat hij in bijna iedere aflevering te zien is. In de eerste aflevering van de serie kwam hij voor het eerst voor als Brad Bellick, het hoofd van de gevangenbewaarders in de Fox River State Penitentiary. Bellick is 40 jaar oud, zoals hij zelf zegt in de aflevering "The Killing Box" in het tweede seizoen.
Zijn hele leven heeft Bellick al een gevangenbewaarder willen zijn. Nadat hij afstudeerde aan de middelbare school kreeg hij een baan bij de Fox River State Penitentiary en sindsdien is hij er gebleven. Hij meent dat iemand straffen het voornaamste doel is van een gevangenis en niet rehabilitatie, waarbij de gevangenen hulp wordt verleend. De baas van de gevangenis, Henry Pope (Stacy Keach), en hij zijn het dan ook niet altijd met elkaar eens. Desondanks probeert Pope hem meer verantwoordelijkheid te geven en hem een succesvol gevangenisbewaarder te laten worden, voordat hij met pensioen gaat.

## Seizoen 1
Bellick is in het hele seizoen 1 te zien en speelt een belangrijke rol als hoofdbewaker. Als David "Tweener" Apolskis (gespeeld door Lane Garrison) in Fox River terechtkomt gebruikt Bellick hem als een verklikker. Tweener krijgt het idee van de ontsnapping in de gaten, maar omdat Michael Scofield en de rest van de groep op tijd een fout kunnen herstellen, denkt Bellick dat Tweener tegen hem liegt. Hij zet hem vervolgens in de cel bij de grote en verkrachtende Avocado. Aan het einde komt Bellick zelf ook achter het ontsnappingsplan. Hij wordt echter opgesloten in de pijpleidingen zodat hij geen alarm kan slaan. Uiteindelijk wordt hij bevrijd door enkele collega's waarna hij vastberaden is de inmiddels ontsnapte gevangenen te vermoorden.

## Seizoen 2
Bellick wordt ontslagen als bewaker en gaat vervolgens samen met Roy Geary, een andere bewaker die ook ontslagen is, op zoek naar de gevangenen. Ze vinden Theodore Bagwell (T-Bag) en krijgen zo ook de 5 miljoen dollar in handen. Geary slaat Bellick echter neer en gaat er in zijn eentje vandoor met het geld. Bellick is woedend en bedreigt Geary via de voicemail door te zeggen hem te vermoorden. Toevallig genoeg heeft T-Bag Geary net gevonden en vermoord. Bellick krijgt de schuld van de moord en belandt in Fox River, de gevangenis waar hij vroeger zelf hoofdbewaker was. Inmiddels is Bellick door Alexander Mahone (hoe?) uit de gevangenis van Fox River gehaald om hem te assisteren bij zijn poging om Patoshik op te sporen.
Via tips weet Bellick Patoshik te lokaliseren en gaat achter hem aan. Ondertussen komt Mahone na een tip van Bellick ook naar de plaats waar Patoshik inmiddels in een soort toren naar boven is geklommen. Mahone praat manipulerend op Patoshik in en doet moeite om hem ervan te overtuigen zich over te geven. Patoshik springt naar beneden en komt om het leven.
Bellick wordt nu door Mahone ingezet om Fernando Sucre op te sporen in Mexico, waarin hij wist te ontkomen om zijn geliefde op te zoeken. Bellick weet Sucre in Mexico op te sporen maar gaat Sucre, nadat hij van hem heeft vernomen dat T-Bag ook in Mexico is met zijn vijf miljoen dollar, chanteren om T-Bag te pakken te nemen. Daartoe zet hij de geliefde van Sucre ergens gevangen. Nadat ze hebben gemerkt dat T-Bag nu naar Panama is ontsnapt, volgen zij hem samen naar dit land. Bellick, Sucre en Micheal Scofield lopen in de val die the company en T-Bag hebben opgezet. Hierdoor wordt Bellick gearresteerd voor de moord op een prostituee en gaat hij naar de Sona-gevangenis.

## Seizoen 3
In dit seizoen zit Brad Bellick in Sona. Zijn begin in Sona is zeer negatief. Hij wordt vernederd door de andere gevangenen. Later wordt hij bekend in de gevangenis als de man die de grootste vechtersbaas in de gevangenis wist uit te schakelen. Dit deed hij door vals te spelen en chloroform te gebruiken. Intussen werkt hij mee aan een uitbraak georganiseerd door Michael Scofield. Tijdens de uitbraak wordt hij erin geluisd door Michael Scofield, omdat hij besluit voor te dringen om eerder in de ontsnappingstunnel te komen, samen met Lechero en Theodore "T-Bag" Bagwell. Zij worden gespot door de bewakers, zoals Scofield bedoelt had.

## Seizoen 4
In seizoen 4 doet Brad Bellick mee met het groepje van Michael om 'The Company' neer te halen, nadat hij uit Sona is ontsnapt, door Sona in brand te steken. Voor het neerhalen van de Company is een set kaarten nodig, Scylla genaamd. Om Scylla te kunnen lezen is een speciale decoder nodig. Deze staat in een gebouw van 'The Company' Om daar te komen moeten ze eerst door een heel dikke waterleiding heen. Lincoln en Brad zorgen dat het water eventjes wordt afgesloten door middel van kortsluiting zodat Michael en Sucre de rest van het werk kunnen doen. Michael en Sucre maken een gat in de pijpleiding en als Lincoln en Brad terugkomen van hun taak proberen ze een dikke pijp dwars door de leiding heen te schuiven. Omdat de leiding te zwaar is gaan Lincoln en Bellick naar de andere kant om hem op te tillen. Als hierna een stuk hout breekt, springt Bellick in de leiding om de pijp op te tillen. Lincoln roept hem terug maar hij wil niet dat ze niet verder gaan met Scylla. Hierdoor zet Bellick zichzelf klem en verdrinkt.